# Antifragilitat
L'antifragilitat és una propietat dels sistemes en què augmenten la capacitat de prosperar com a resultat de factors d'estrès, xocs, volatilitat, soroll, errors, errors, atacs o fallades. El concepte va ser desenvolupat per Nassim Nicholas Taleb al seu llibre, Antifràgil, i en articles tècnics. Com explica Taleb al seu llibre, l'antifragilitat és fonamentalment diferent dels conceptes de resiliència (és a dir, la capacitat de recuperar-se d'un fracàs) i de robustesa (és a dir, la capacitat de resistir el fracàs). El concepte s'ha aplicat en l'anàlisi de riscos, física, biologia molecular, planificació del transport, enginyeria, aeroespacial (NASA), i informàtica.
Taleb ho defineix de la següent manera en una carta a Nature que respon a una revisió anterior del seu llibre en aquesta revista: "Simplement, l'antifragilitat es defineix com una resposta convexa a un factor estressant o font de dany (per a algun rang de variació), que condueix a una sensibilitat positiva a l'augment de la volatilitat (o variabilitat, estrès, dispersió dels resultats), o incertesa, allò que s'agrupa sota la denominació "clúster de trastorns"). Així mateix, la fragilitat es defineix com una sensibilitat còncava als factors estressants, que condueix a una sensibilitat negativa a l'augment de la volatilitat. La relació entre fragilitat, convexitat i sensibilitat al desordre és matemàtica, obtinguda per teorema, no derivada de la exploració de dades empírica o d'alguna narrativa històrica. És a priori".

## Antifràgil versus robust/resistent
En el seu llibre, Taleb subratlla les diferències entre antifràgil i robust/resistent. "L'antifragilitat va més enllà de la resiliència o la robustesa. El resistent resisteix els cops i es manté igual; l'antifràgil fins i tot millora". El concepte ara s'ha aplicat als ecosistemes d'una manera rigorosa. En el seu treball, els autors revisen el concepte de resiliència dels ecosistemes en la seva relació amb la integritat de l'ecosistema des d'un enfocament de teoria de la informació.
Aquest treball reformula i es basa en el concepte de resiliència d'una manera que es transmet matemàticament i es pot avaluar heurísticament en aplicacions del món real: per exemple, l'antifragilitat dels ecosistemes. Els autors també proposen que per a la governança de l'ecosistema, la planificació o, en general, qualsevol perspectiva de presa de decisions, l'antifragilitat podria ser un objectiu valuós i més desitjable d'aconseguir que una aspiració de resiliència. De la mateixa manera, Pineda i col·laboradors han proposat una mesura senzillament calculable d'antifragilitat, basada en el canvi de "satisfacció" (és a dir, la complexitat de la xarxa) abans i després d'afegir pertorbacions, i aplicar-la a xarxes booleanes aleatòries (RBN). També mostren que diverses xarxes biològiques conegudes com ara el cicle cel·lular d'Arabidopsis thaliana són antifràgils com s'esperava.

## Antifràgil versus adaptatiu/cognitiu
Un sistema adaptatiu és aquell que canvia el seu comportament en funció de la informació disponible en el moment de la utilització (en lloc de tenir el comportament definit durant el disseny del sistema). Aquesta característica de vegades es coneix com a cognitiva. Tot i que els sistemes adaptatius permeten la robustesa en diversos escenaris (sovint desconeguts durant el disseny del sistema), no són necessàriament antifràgils. En altres paraules, la diferència entre antifràgil i adaptatiu és la diferència entre un sistema que és robust en entorns/condicions volàtils i un que és robust en un entorn desconegut anteriorment.

## Heurística matemàtica
Taleb va proposar una heurística simple per detectar la fragilitat. Si {\displaystyle f(a)} és algun model de {\displaystyle a}, llavors la fragilitat existeix quan {\displaystyle H<0}, la robustesa existeix quan {\displaystyle H=0}, i l'antifragilitat existeix quan {\displaystyle H>0}, on
{\displaystyle H={\frac {f(a-\Delta )+f(a+\Delta )}{2}}-f(a)}.
En resum, l'heurística és ajustar una entrada de model més i menys. Si el resultat mitjà del model després dels ajustos és significativament pitjor que la línia de base del model, aleshores el model és fràgil pel que fa a aquesta entrada.

## Aplicacions
El concepte s'ha aplicat en negocis i gestió, física, anàlisi de riscos, biologia molecular, planificació del transport,urbanisme, ] enginyeria, aeroespacial (NASA), gestió de megaprojectes, informàtica, i disseny del sistema d'aigua.
En informàtica, hi ha una proposta estructurada per a un "manifest del programari antifràgil", per reaccionar als dissenys de sistemes tradicionals. La idea principal és la de desenvolupar l'antifragilitat mitjançant el disseny, construint un sistema que millori a partir de l'entrada del medi ambient.